# Mark Tonelli
	Mark Lyndon Tonelli (Ipswich, 1 augustus 1961) is een Australisch zwemmer.

## Biografie
Tijdens de Olympische Zomerspelen van 1980 won Tonelli de gouden medaille op de de 4x100m wisselslag, Tonelli zwom de vlinderslag.
Dit is tot en met 2021 de enige keer geweest dat de Amerikanen niet de 4x100m wisselslag wonnen. De Amerikanen waren afwezig vanwege een boycot.

## Internationale toernooien
| Jaar | Olympische Spelen                                                                                   | Wereldkampioenschappen                                                         | Gemenebestspelen                                |
| ---- | --------------------------------------------------------------------------------------------------- | ------------------------------------------------------------------------------ | ----------------------------------------------- |
| 1973 | | 10e 100m rugslag 6e 200m rugslag 8e 4x100m wisselslag                          |                                                 |
| 1974 | |                                                                                | 100m rugslag · 200m rugslag · 4x100m wisselslag |
| 1975 | | 6e 100m rugslag · 200m rugslag · 10e 4x100m vrije slag · 10e 4x100m wisselslag |                                                 |
| 1976 | 8e 100m rugslag 4e 200m rugslag 9e 4x200m vrije slag                                                |                                                                                |                                                 |
| 1977 | |                                                                                |                                                 |
| 1978 | |                                                                                |                                                 |
| 1979 | |                                                                                |                                                 |
| 1980 | 10e 100m vrije slag · 7e 100m rugslag · 15e 200m rugslag · 7e 4x200m vrije slag · 4x100m wisselslag |                                                                                |                                                 |

1960: McKinney, Hait, Larson, Farrell ·
1964: Mann, Craig, Schmidt, Clark ·
1968: Hickcox, McKenzie, Russell, Walsh ·
1972: Stamm, Bruce, Spitz, Heidenreich ·
1976: Naber, Hencken, Vogel, Montgomery ·
1980: Kerry, Evans, Tonelli, Brooks ·
1984: Carey, Lundquist, Morales, Gaines ·
1988: Berkoff, Schroeder, Biondi, Jacobs ·
1992: Rouse, Diebel, Morales, Olsen ·
1996: Rouse, Linn, Henderson, Hall ·
2000: Krayzelburg, Moses, Crocker, Hall ·
2004: Peirsol, Hansen, Crocker, Lezak ·
2008: Peirsol, Hansen, Phelps, Lezak ·
2012: Grevers, Hansen, Phelps, Adrian ·
2016: Murphy, Miller, Phelps, Adrian  ·
2020: Murphy, Andrew, Dressel, Apple  ·
2024: Xu, Qin, Sun, Pan